# Journée internationale du jazz
La journée internationale du jazz, fixée au 30 avril, est une journée internationale initiée par l'UNESCO en 2011 pour « mettre en avant le jazz et son rôle diplomatique d'unification des peuples partout dans le monde »,.

## Histoire
Le 22 juillet 2011, lors de sa nomination en tant qu'ambassadeur du dialogue interculturel auprès de l'UNESCO, le pianiste et compositeur de jazz Herbie Hancock, en tant que président du conseil d'administration du Thelonious Monk Institute of Jazz, déclare son intention de créer cette journée internationale pour célébrer le rôle du jazz comme outil diplomatique. En novembre 2011, à la suite d'un avis favorable du 187e comité exécutif, la conférence générale de l'UNESCO proclame officiellement le 30 avril comme date de la journée internationale du jazz. Elle reconnait le jazz comme un vecteur de développement des échanges interculturels, dans un objectif de compréhension mutuelle et de tolérance.
La date retenue, le 30 avril, correspond au point culminant du Jazz Appreciation Month (JAM) organisé par la Smithsonian Institution, bien qu'aucun lien n'existe entre ces deux événements. 
L'UNESCO et les missions de l'ONU, les ambassades américaines et des consulats gouvernementaux, partout dans le monde, ont animé des célébrations pour la première Journée internationale du jazz, le 30 avril 2012. Des lieux et des organisations dans plus de 100 pays, dont la France, marquent cette journée avec des concerts, des événements éducatifs, des diffusions de films et des performances d'artistes.
L'assemblée générale des Nations unies adopte cette proposition en décembre 2012.

### Première édition en 2012
Le 30 avril 2012, l'UNESCO et le Thelonious Monk Institute of Jazz présentent en partenariat trois concerts : une journée de célébration au siège de l'UNESCO à Paris, un concert au lever de soleil à La Nouvelle Orléans, et un concert au coucher de soleil dans le hall de l'Assemblée de l'ONU à New York. Parmi les invités figurent  Tony Bennett, George Benson, Dee Dee Bridgewater, Ron Carter, Herbie Hancock, Wynton Marsalis, Marcus Miller, Wayne Shorter et Stevie Wonder, ainsi que Robert De Niro, Michael Douglas, Morgan Freeman et Quincy Jones.

### Éditions suivantes
- 2013 : Istanbul
- 2014 : Osaka
- 2015 : Paris
- 2016 : Washington, D.C.
- 2017 : La Havane[5]
- 2018 : Saint-Petersbourg
- 2019 : Melbourne, ainsi qu'Adélaïde, Mount Gambier, Sydney, Perth et d'autres villes australiennes[6]
- 2020 : Le Cap